# Губанівка (Курська область)
Губанівка (рос. Губановка) — присілок в Медвенському районі Курської області Російської Федерації.
Населення становить 128 осіб. Входить до складу муніципального утворення Китаївська сільрада.

## Історія
Населений пункт розташований на території українського етнічного та культурного краю Східна Слобожанщина.
Від 2004 року входить до складу муніципального утворення Китаївська сільрада.

## Населення
| 2002 | 2010 |
| ---- | ---- |
| 150  | ↘128 |